# Exvoto de los atálidas
Varios reyes helenísticos dedicaron monumentos en el santuario de Apolo en Delfos, en un esfuerzo por enfatizar su prestigio. Entre esos reyes se encontraba la atálidas de Pérgamo, que ocupaban una posición prominente en el punto más alto de la Vía Sagrada, cerca del templo de Apolo donde erigieron sus exvotos.

## Descripción
La parte más alta de la Vía Sagrada y la zona que rodea el templo de Apolo en Delfos era una de las posiciones más prominentes del santuario y se construyó en una fecha relativamente tardía. A la derecha hay una plaza situada a una altura de 2,5 metros sobre el nivel del templo, sobre una terraza hecha especialmente, construida por orden del rey Atalo I de Pérgamo (240-197 a. C.). La plaza abarca una superficie total de unos 1000 m2 (41×23 metros) y constituía una extensión de la zona del templo hacia el este. El extremo occidental estaba delimitado por un tesoro arcaico tardío que permanece hasta la fecha sin identificar. Inicialmente se erigieron cuatro monumentos, que se consideran contemporáneos: se trata de un pórtico dórico que cubre la parte norte de la plaza (más tarde transformado en cisterna), dedicado por Atalo I y reparado por Atalo II; un oikos (casa) en el ángulo noreste; la base de una columna en el ángulo noroeste, donde se alzaba la estatua de Atalo I; por último, un pedestal rectangular de piedra de poros, de uso no identificado. Los que llegaban al santuario entraban por el este y los que seguían la Vía Sagrada accedían por una escalera que comenzaba junto al exvoto de los rodios. Un poco más tarde, en el año 182 a. C., el sucesor de Atalo, Eumenes II, erigió una estatua de bronce de sí mismo montando a caballo, cuya base aún se conserva hoy junto al monumento de su predecesor.